# Alexander Michailowitsch

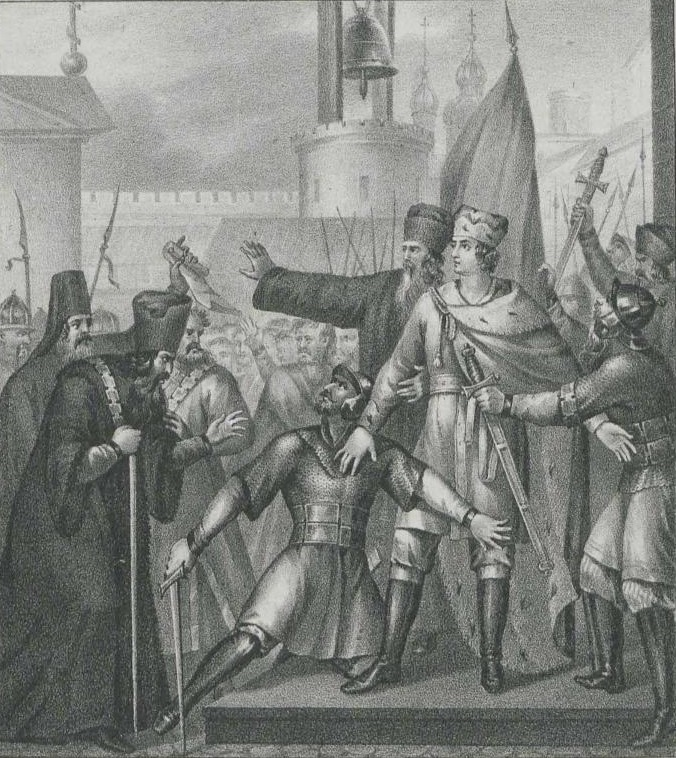
Alexander Michailowitsch auf einer Gravur von Boris Chorikov.

Alexander Michailowitsch russisch Алекса́ндр Миха́йлович (* 7. Oktober 1301; † 29. Oktober 1339) aus dem Geschlecht der Rurikiden war Fürst von Twer und 1326 bis 1328 Großfürst von Wladimir. Er war der Sohn von Michail Jaroslawitsch und Anna von Kaschin.

## Leben
Alexander übernahm die Herrschaft nach der Hinrichtung seines Bruders Dimitris II. durch Özbeg, den Khan der Goldenen Horde. In den zwei Jahren seiner Herrschaft fiel er schnell bei Özbeg in Ungnade, so dass dieser ihm 1328 die Großfürstenwürde entzog. Dabei scheint ein Aufstand in Twer eine Rolle gespielt zu haben, bei der auch ein mongolischer Prinz zu Tode gekommen sein soll. Alexander konnte vorerst nach Pskow entkommen, wo er weiter als Fürst regierte. Die Großfürstenwürde hatten ab diesem Zeitpunkt zunächst Iwan I. Daniilowitsch von Moskau und Alexander Wassiljewitsch von Susdal gemeinsam inne, ab 1331 dann Iwan alleine. 1337 versuchten Alexander und sein Sohn Fjodor mit litauischer Hilfe, die Großfürstenwürde zurückzuerobern. Bei entsprechenden Verhandlungen mit den Mongolen fielen sie aber einer Intrige zum Opfer und wurden am 29. Oktober 1339 auf Befehl von Usbek Khan in  Sarai, der Hauptstadt der  Goldenen Horde durch Vierteilung hingerichtet.

## Ehe und Nachkommen
Alexander I. Michailowitsch heiratete 1320 Anastasija Prinzessin von Halitsch, eine Tochter von König Jurij I. Lwowowitsch. Ihre Kinder waren:
- Fjodor Alexandrowitsch (* vor 1327, † fällt 22./28. Oktober 1339),  Erbprinz von Twer
- Wsewolod Alexandrowitsch (*  nach 1327, † 1364) Fürst von Cholm (1329–1364), Großfürst von Twer (1346–1348) ⚭ Sofia Prinzessin von Rjasan († 1364), Stammeltern der Fürsten von Cholm und der im 16. Jahrhundert erloschenen Fürsten Cholmski.
- Marija Alexandrowna († 17. März 1397)  ⚭ um 1347 Semjon Iwanowitsch „Dumnij“ (der Stlze) Großfürst von Moskau und  Wladimir, († 27. April 1353)
- Juliana  Alexandrowna († 1392) ⚭ um 1350 Olgierd Großfürst von Litauen, († Mai 1377)
- Michail II. Alexandrowitsch (* 1333, † 26. August 1399); 1329 Fürst von Mikulin, 1364 Fürst von Dorogobusch, 1367 Großfürst von Twer, 1382 auch Fürst von Katschin,  ⚭ 1354 Jewdokija Konstantinowa Prinzessin von Susdal († 1. November 1404), Tochter des Fürsten Konstantin Wasiljewitsch Stammeltern der späteren Großfürsten von Twer (bis 1505)
- Wladimir Alexandrowitsch, † 1364
- Andrej Alexandrowitsch, † 1364, ⚭ Jewdokija Ne